# تارا إيدن بيرل
تارا إيدن بيرل (بالإنجليزية: Tara Eden Pearl)‏ هي سيدة أعمال أمريكية، ولدت في 1961.